# Forgot About Dre
"Forgot About Dre" er en grammy-vindende single fra den amerikanske rapper og producer Dr. Dre. Med på singlen er også Dr. Dres protegé, den amerikanske rapper Eminem. 

## Hitlister og priser
| Hitliste (2000)                      | Højeste placering |
| ------------------------------------ | ----------------- |
| Tyskland (Official German Charts)    | 41                |
| Irland (Irish Singles Chart)         | 20                |
| Holland (Dutch Top 40)               | 16                |
| New Zealand (RIANZ)                  | 26                |
| Sverige (IFPI)                       | 29                |
| Schweiz (Media Control Charts)       | 37                |
| Storbritannien (UK Singles Chart)    | 7                 |
| U.S. Billboard Hot 100               | 25                |
| U.S. Billboard Hot R&B/Hip-Hop Songs | 14                |
| U.S. Billboard Rhythmic Top 40       | 3                 |
| U.S. Billboard Top 40 Mainstream     | 32                |

| Årsliste (2000)        | Placering |
| ---------------------- | --------- |
| U.S. Billboard Hot 100 | 73        |

### Priser
"Forgot About Dre" vandt Best Rap Performance by a Duo or Group ved Grammy Awards 2001.

## References
1. ↑  "Musicline.de – Dr. Dre feat. Eminem Single-Chartverfolgung" (på tysk). Media Control Charts. PhonoNet GmbH.
2. ↑  "D12's Irish chart". Arkiveret fra originalen 20. oktober 2018. Hentet 15. marts 2011.
3. ↑  "dutchcharts.nl – Dr. Dre feat. Eminem – Forgot About Dre". Arkiveret fra originalen 13. juli 2012. Hentet 15. marts 2011.
4. ↑  "charts.org.nz – Dr. Dre feat. Eminem – Forgot About Dre". Arkiveret fra originalen 14. november 2011. Hentet 15. marts 2011.
5. ↑  "swedishcharts.com – Dr. Dre feat. Eminem – Forgot About Dre". Arkiveret fra originalen 29. september 2011. Hentet 15. marts 2011.
6. ↑  "Dr. Dre feat. Eminem – Forgot About Dre – hitparade.ch". Arkiveret fra originalen 23. september 2011. Hentet 15. marts 2011.
7. ↑  "Chart Stats DR.Dre". Arkiveret fra originalen 19. oktober 2013. Hentet 15. marts 2011.
8. 1 2 3 4  Dr. Dre - Awards : AllMusic
9. ↑  "Billboard Top 100 - 2000". Arkiveret fra originalen 4. marts 2009. Hentet 2010-08-31.